# Maiha Ishimura
Maiha Ishimura (石村舞波, Ishimura Maiha), née le 20 novembre 1992 à Chiba (Japon) est une ex-chanteuse et idole japonaise, ex-membre du groupe Berryz Kōbō. 
Elle rejoint le Hello! Project en 2002, sélectionnée dans le cadre du Hello! Project Kids, et apparait en fin d'année dans le film du H!P Koinu Dan no Monogatari. En 2004, elle chante avec le groupe provisoire H.P. All Stars, puis intègre Berryz Kōbō. Elle quitte le groupe et le H!P le 2 octobre 2005 après son concert de graduation, et cesse ses activités artistiques pour se consacrer à ses études. 

## Groupes

### Au sein du Hello! Project
- Hello! Project Kids (2002-2005)
- Berryz Kōbō (2004-2005)
- H.P. All Stars (2004)

## Discographie

### Avec les Berryz Kōbō
Album
- 7 juillet 2004 : 1st Chō Berryz

Singles
- 3 mars 2004 : Anata Nashi de wa Ikite Yukenai
- 28 avril 2004 : Fighting Pose wa Date ja nai!
- 26 mai 2004 : Piriri to Yukō!
- 25 août 2004 : Happiness ~Kōfuku Kangei!~
- 10 novembre 2004 : Koi no Jubaku
- 30 mars 2005 : Special Generation
- 8 juin 2005 : Nanchū Koi wo Yatterū You Know?
- 3 août 2005 : 21ji Made no Cinderella

## Autres participations
- 1er décembre 2004 : All for One & One for All! (avec H.P. All Stars)

## Filmographie
Films
- 2002 : Koinu Dan no Monogatari (仔犬ダンの物語)